# 파이트 (밴드)
파이트(Fight)는 미국의 헤비 메탈 밴드이다.

## 디스코그래피
스튜디오 음반
- War of Words(1993년 9월 14일 발매)
- A Small Deadly Space(1995년 4월 18일 발매)